# Tollfarkú erszényesek
A tollfarkú erszényesek (Acrobatidae) az emlősök (Mammalia) osztályának az erszényesek (Marsupialia) alosztályágához, ezen belül a diprotodontia rendjéhez tartozó család.
A két ide tartozó nemnek hasonló koponyájuk és farkuk van, mely kétoldalt fésült szőröket visel, s mindkettőjüknek megvan füle tövén és a különben hártyás fülkagylónak belső oldalán húsos szemölcsön elhelyezett szőrpamacsa. A különbségük az, hogy az egyikük (Acrobates) repülőhártyát visel, a másik ellenben nem (Distoechurus).

## Rendszerezés
A családba az alábbi 2 nem, 2 faja tartozik:
- Acrobates – Desmarest, 1818 – 1 faj
  - oposszumegér vagy tollfarkú repülőerszényes (Acrobates pygmaeus)
- Distoechurus – Peters, 1874 – 1 faj
  - tollfarkú erszényesegér (Distoechurus pennatus)